# 34011 Divyakranthi
34011 Divyakranthi este o planetă minoră (asteroid), cu un diametru de 2,804 km, din centura de asteroizi. A fost descoperită pe 23 iulie 2000 la Experimental Test Site⁠(d) de Lincoln Near-Earth Asteroid Research. 
Obiectul prezintă o orbită caracterizată de o semiaxă mare de 2,4002486 UAi, o excentricitate de 0,17, o înclinație de 1,71152 ° în raport cu ecliptica.